# تجمع عضبات (غيل بن يمين)

تعديل مصدري - تعديل

تجمع عضبات هي إحدى قرى عزلة غيل بن يمين بمديرية غيل بن يمين التابعة لمحافظة حضرموت، بلغ تعداد سكانها 4 نسمة حسب تعداد اليمن لعام 2004.